# San Juan (Schiff, 1882)
Die San Juan war ein 1882 in Dienst gestelltes Passagierschiff der US-amerikanischen Reederei Los Angeles San Francisco Navigation Company. Am 29. August 1929  sank das Schiff nach einer Kollision mit dem Öltanker SCT Dodd vor der kalifornischen Küste nahe Pigeon Point Beach. Dabei kamen 73 Menschen ums Leben.

## Das Schiff

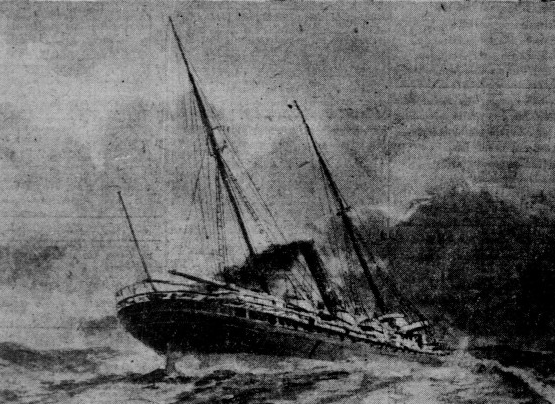
Die San Juan, in einem Sturm im April 1905.

Das 2.152 BRT große Dampfschiff San Juan wurde auf der Werft John Roach & Sons in Chester im US-Bundesstaat Pennsylvania für die Los Angeles San Francisco Navigation Company gebaut und lief am 27. Mai 1882 vom Stapel. Die Fertigstellung erfolgte zwei Monate später. Das 86,3 Meter lange und 11,3 Meter breite Schiff wurde mit einer Verbunddampfmaschine angetrieben, die 235 PSi leistete und das Schiff auf 10 Knoten beschleunigen konnte. Der Schiffsrumpf bestand aus Eisen. Die San Juan hatte zwei Masten, zwei Decks und einen einzelnen Propeller. Sie diente als Passagier- und Frachtschiff an der kalifornischen Küste. Ihr Schwesterschiff war die Humboldt.

## Untergang
Am 29. August 1929 befand sich die San Juan mit 65 Passagieren und 45 Besatzungsmitgliedern auf einer weiteren Überfahrt von San Francisco nach Los Angeles. Das Kommando hatte der 65-jährige Kapitän Adolph F. Asplund, der sich eigentlich schon im Ruhestand befand und nur den regulären Kapitän während dessen Urlaubs ersetzte.
Gegen Mitternacht kam es bei Pigeon Point in dichtem Nebel zur Kollision mit dem Tanker SCT Dodd (7.054 BRT) der Standard Oil Company, der sich unter dem Kommando von Kapitän Hugo C. Bleumchen auf dem Weg nach San Francisco befand. Der Zusammenstoß ereignete sich nur wenige Augenblicke nach dem ersten Sichtkontakt. Die San Juan ging innerhalb von drei bis fünf Minuten unter. In der kurzen Zeit konnte kein einziges Rettungsboot zu Wasser gelassen werden. Zahlreiche Passagiere und Besatzungsmitglieder sprangen ins Meer. Die Dodd ließ Rettungsboote zu Wasser, um die Schiffbrüchigen der San Juan aus dem Wasser zu ziehen. Dabei halfen ihr der Schoner Munami und das Motorschiff Frank Lynch. Auslaufendes Öl verringerte die Überlebenschancen der Schwimmer.
Zusammen retteten die beiden Schiffe 37 Menschen. 53 Passagiere und 20 Besatzungsmitglieder kamen ums Leben, darunter Kapitän Asplund und Emma Granstedt, die Mutter der schwedischen Film- und Fernsehschauspielerin Greta Granstedt. Von den Kindern an Bord überlebte nur ein einziges, der 6-jährige Hollis Lee Pifer aus Los Angeles (seine Mutter Marjorie ertrank, nachdem sie ihn auf das Vorschiff der Dodd hieven konnte). Von den 23 Frauen an Bord überlebten insgesamt drei. Dutzende Schiffe suchten in der Gegend nach weiteren Überlebenden, aber es wurde niemand mehr gefunden. Es handelte sich um das schwerste Schiffsunglück in der Region seit dem Untergang der City of Rio de Janeiro im Jahr 1901 mit 128 Toten. Kapitän Bleumchen von der SCT Dodd gab dem Kapitän der San Juan aufgrund von dessen Manövern nach der Sichtung die Schuld an dem Unglück.